# Sporting Clube do Goa
Maillots
Le Sporting Clube do Goa (en konkani et en hindi : स्पोर्टिंग क्ल्यूब गोवा), plus couramment abrégé en SC Goa, est un club indien de football fondé en 1999 et basé dans la ville de Margao, dans l'État de Goa.

## Palmarès
| Compétitions nationales                                                                                   | Compétitions internationales                                                    |
| --- | ------------------------------------------------------------------------------- |
| - Championnat d'Inde : - Vice-champion : 2004-05. - Coupe d'Inde : - Finaliste : 2005 et 2006 et 2013-14. | - Goa Professional League (4) : - Champion : 2006, 2013-14, 2015-16 et 2017-18. |

## Personnalités du club

### Présidents du club
- Peter Vaz /  Edgar Afonso

### Entraîneurs du club
| - Alex Alvares - Clifford Chukwuma (2007 - 2009) - Roy Barreto (2009) | - Vishwas Gaonkar (2009 - 2010) - Ekendra Singh (2010 - 2012) - Óscar Bruzón (2012 - 2014) | - Mateus Costa (2014 - 2019) - Francisco Vaz (2019 - ) |